# Kwirk
Kwirk (パズルボーイ, Puzzle Boy) est un jeu vidéo d'action et de puzzle développé par Atlus et édité par Acclaim Entertainment, sorti en 1989 sur PC-Engine et Game Boy.

## Accueil
- Computer and Video Games : 88 %[1]
- Electronic Gaming Monthly : 20/40[2]